# Paolo Biancucci
Paolo Biancucci (Lucca, 1596 – Lucca, 1650) è stato un pittore italiano del periodo barocco.
Stimato allievo di Guido Reni (di cui seguì lo stile) e in stretti rapporti con Girolamo Scaglia, influenzò Pietro Paolini. Ebbe contatti anche con Pietro Ricchi, quando soggiornò a Bologna. 
Conosciuto quasi esclusivamente per opere di soggetto sacro, molto famosa è la sua Esaltazione della Croce (chiesa di San Marco, Lucca), considerata del suo periodo di maturità.